# ادوارد لوسیکیان
ادوارد سبووی لوسیکیان (روسی: Эдуард Себович Лусикян؛ زادهٔ ۲۹ فوریهٔ ۱۹۸۴ در تواپسه) بازیکن فوتبال در پست هافبک اهل روسیه است.

## باشگاهی
از باشگاه‌هایی که در آن بازی کرده‌است می‌توان به موردوویا سارانسک، سوچی-۰۴، اورنبورگ، چرنومورتس نووراسییسک، وولگار آستراخان، آرماویر و ژمچوژینا-سوچی اشاره کرد.